# Coppa di Svizzera 2021-2022 (pallavolo maschile)
La Coppa di Svizzera 2021-2022 si è svolta dal 2 settembre 2021 al 26 marzo 2022: al torneo hanno partecipato 96 squadre di club svizzere e la vittoria finale è andata per la settima volta all'Amriswil.

## Regolamento
- Alla competizioni sono state ammesse tutte le squadre impegnate nei campionati di livello nazionale, ossia la Lega Nazionale A, Lega Nazionale B e 1. Lega, oltre che quelle impegnate nei campionati di livello regionale, ossia la 2. Lega,la 3. Lega e la 4. Lega.
- Tutti gli incontri si svolgono in gara unica, sempre in casa della formazione di categoria più bassa, ad eccezione della finale, giocata in campo neutro; nel caso in cui due formazioni provenissero dalla stessa categoria, si gioca in casa di quella col peggior piazzamento nella stagione precedente.
- Le squadre di livello provinciale scendono in campo fin dal primo turno, quelle provenienti dalla 1. Lega debuttano al secondo turno, quelle provenienti dalla Lega Nazionale B al quinto turno e quelle provenienti dalla Lega Nazionale A agli ottavi di finale.

## Squadre partecipanti
| - Aarau - Amriswil - Andwil-Arnegg - Appenzeller Bären - Bubendorf - Buochs - Bussigny - Bütschwil - CERN - CAP - Chênois - Chur - Colombier - Dragons Lugano - Ebikon - Eburo - Einsiedeln - Embrach - Emmen-Nord - Estavayer - Fortuna Bürglen - Gelterkinden - Gibloux - Goldach | - Hochdorf Audacia - Horw - Interlaken - Jona - Kanti Baden - Kanti Limmattal - Klettgau - Kreuzlingen - La Chaux-de-Fonds - La Côte - Langenthal - Laufen - Le Locle - Linth - Los Unidos - Losanna UC - Lucerna - Lunkhofen - Lutry-Lavaux - Malters - March - Martigny - Mellingen - Münchenbuchsee | - Muri Berna - Murten - Mutschellen - Muttenz - Näfels - Neuchâtel - Nidau - Novartis - OTA - Obwalden - Oerlikon - Olten - Papiermühle - Porrentruy - Rämi Zurigo - Rheno - SNVB - San Gallo - Schmitten - Schönenwerd - Servette - Seuzach - Sierre - Smash Winterthur | - Spada Academica - Spiez - Stäfa - Steinen - Sursee - Swiss - Therwil - Thun - Tornado Adliswil - Traktor Basilea - Uni Berna - Uster - Volero Aarberg - Voléro Zurigo - Wädivolley - Warth-Weiningen - Wetzikon - Wiedikon - Wil - Wittenbach - Wyna - Yverdon - Zug - Züri Unterland |

## Torneo

### Tabellone (fase finale)
|  | Ottavi di finale | Ottavi di finale |  |  | Quarti di finale | Quarti di finale |  |             | Semifinali | Semifinali |  |             | Finale   | Finale |
|  |                  |                  |  |  |                  |                  |  |             |            |            |  |             |          |        |
|  | Laufen           | 0                |  |  |                  |                  |  |             |            |            |  |             |          |        |
|  | Laufen           | 0                |  |  |                  |                  |  |             |            |            |  |             |          |        |
|  | Chênois          | 3                |  |  | Chênois          | 1                |  |             |            |            |  |             |          |        |
|  | Chênois          | 3                |  |  | Chênois          | 1                |  |             |            |            |  |             |          |        |
|  | Schönenwerd      | 3                |  |  | Schönenwerd      | 3                |  |             |            |            |  |             |          |        |
|  | Schönenwerd      | 3                |  |  | Schönenwerd      | 3                |  |             |            |            |  |             |          |        |
|  | Jona             | 0                |  |  |                  |                  |  | Schönenwerd | 3          |            |  |             |          |        |
|  | Jona             | 0                |  |  |                  |                  |  | Schönenwerd | 3          |            |  |             |          |        |
|  | Papiermühle      | 0                |  |  |                  |                  |  |             | Losanna UC | 2          |  |             |          |        |
|  | Papiermühle      | 0                |  |  |                  |                  |  |             | Losanna UC | 2          |  |             |          |        |
|  | Lutry-Lavaux     | 3                |  |  | Lutry-Lavaux     | 0                |  |             |            |            |  |             |          |        |
|  | Lutry-Lavaux     | 3                |  |  |                  | 0                |  |             |            |            |  |             |          |        |
|  |                  |                  |  |  | Losanna UC       | 3                |  |             |            |            |  |             |          |        |
|  |                  |                  |  |  | Losanna UC       | 3                |  |             |            |            |  |             |          |        |
|  |                  |                  |  |  |                  |                  |  |             |            |            |  | Schönenwerd | 2        |        |
|  |                  |                  |  |  |                  |                  |  |             |            |            |  | Schönenwerd | 2        |        |
|  | San Gallo        | 1                |  |  |                  |                  |  |             |            |            |  |             | Amriswil | 3      |
|  | San Gallo        | 1                |  |  |                  |                  |  |             |            |            |  |             | Amriswil | 3      |
|  | Lucerna          | 3                |  |  | Lucerna          | 0                |  |             |            |            |  |             |          |        |
|  | Lucerna          | 3                |  |  |                  |                  |  |             |            |            |  |             |          |        |
|  |                  |                  |  |  | Näfels           | 3                |  |             |            |            |  |             |          |        |
|  |                  |                  |  |  | Näfels           | 3                |  |             |            |            |  |             |          |        |
|  |                  |                  |  |  |                  |                  |  | Näfels      | 1          |            |  |             |          |        |
|  |                  |                  |  |  |                  |                  |  | Näfels      | 1          |            |  |             |          |        |
|  | Servette         | 3                |  |  |                  |                  |  |             | Amriswil   | 3          |  |             |          |        |
|  | Servette         | 3                |  |  |                  |                  |  |             | Amriswil   | 3          |  |             |          |        |
|  | Traktor Basilea  | 0                |  |  | Servette         | 0                |  |             |            |            |  |             |          |        |
|  | Traktor Basilea  | 0                |  |  | Servette         | 0                |  |             |            |            |  |             |          |        |
|  | Nidau            | 0                |  |  | Amriswil         | 3                |  |             |            |            |  |             |          |        |
|  | Nidau            | 0                |  |  | Amriswil         | 3                |  |             |            |            |  |             |          |        |
|  | Amriswil         | 3                |  |  |                  |                  |  |             |            |            |  |             |          |        |
|  | Amriswil         | 3                |  |  |                  |                  |  |             |            |            |  |             |          |        |

### Risultati

#### Primo turno
| 8 settembre 2021 ?, ? Durata: ? - Spettatori: ?                                         | Eburo             | 0 - 3 | La Chaux-de-Fonds | ?                                 |
| 13 settembre 2021 Turnhalle Bahnhofstrasse, Mellingen Durata: ? - Spettatori: ?         | Mellingen         | 0 - 3 | Hochdorf Audacia  | 21-25, 13-25, 23-25               |
| 16 settembre 2021 Primarschulhaus Ebnet, Embrach Durata: ? - Spettatori: ?              | Embrach           | 0 - 3 | Wiedikon          | 12-25, 11-25, 21-25               |
| 19 settembre 2021 Sporthalle Sekundarschule Laufental, Laufen Durata: ? - Spettatori: ? | Laufen            | 3 - 0 | Fortuna Bürglen   | 25-13, 27-25, 25-21               |
| 19 settembre 2021 Turnhalle Feldmatt, Ebikon Durata: ? - Spettatori: ?                  | Ebikon            | 1 - 3 | Muttenz           | 26-24, 15-25, 17-25, 20-25        |
| 20 settembre 2021 Spiezwiler, Spiez Durata: ? - Spettatori: ?                           | Spiez             | 0 - 3 | Langenthal        | 11-25, 20-25, 13-25               |
| 22 settembre 2021 Hofern, Adliswil Durata: ? - Spettatori: ?                            | Tornado Adliswil  | 3 - 1 | Wädivolley        | 25-16, 25-17, 22-25, 25-19        |
| 23 settembre 2021 Kantonsschule Zürcher Oberland, Wetzikon Durata: ? - Spettatori: ?    | Wetzikon          | 3 - 0 | Bütschwil         | 25-19, 25-18, 25-19               |
| 24 settembre 2021 Lindenallee, Interlaken Durata: ? - Spettatori: ?                     | Interlaken        | 3 - 0 | Gibloux           | 25-0, 25-0, 25-0                  |
| 24 settembre 2021 Mehrzweckhalle, Warth-Weiningen Durata: ? - Spettatori: ?             | Warth-Weiningen   | 0 - 3 | Seuzach           | 20-25, 14-25, 22-25               |
| 25 settembre 2021 OZ Grünau, Wittenbach Durata: ? - Spettatori: ?                       | Wittenbach        | 1 - 3 | Smash Winterthur  | 23-25, 24-26, 25-23, 21-25        |
| 26 settembre 2021 Bachfeld, Goldach Durata: ? - Spettatori: ?                           | Goldach           | 1 - 3 | Spada Academica   | 23-25, 14-25, 25-20, 17-25        |
| 27 settembre 2021 Mehrzweckhalle, Bettwil Durata: ? - Spettatori: ?                     | Los Unidos        | 3 - 0 | Horw              | 25-21, 25-12, 25-23               |
| 28 settembre 2021 Neue Zimmerberghalle, Beringen Durata: ? - Spettatori: ?              | Klettgau          | 1 - 3 | Uster             | 25-22, 17-25, 19-25, 18-25        |
| 28 settembre 2021 Salle de la Tatironne, Bussigny Durata: h: - Spettatori:              | Bussigny          | 3 - 1 | Le Locle          | 25-14, 25-17, 22-25, 25-20        |
| 28 settembre 2021 Gwatt, Schmitten Durata: ? - Spettatori: ?                            | Schmitten         | 3 - 0 | Estavayer         | 25-0, 25-0, 25-0                  |
| 28 settembre 2021 Salle des Rives, Yverdon Durata: ? - Spettatori: ?                    | Yverdon           | 0 - 3 | La Côte           | 10-25, 15-25, 16-25               |
| 29 settembre 2021 Tränkebach, Stäfa Durata: ? - Spettatori: ?                           | Stäfa             | 0 - 3 | Kanti Limmattal   | 15-25, 20-25, 12-25               |
| 30 settembre 2021 Gemeindeturnhalle, Steinen Durata: ? - Spettatori: ?                  | Steinen           | 0 - 3 | Mutschellen       | 19-25, 11-25, 16-25               |
| 30 settembre 2021 Collège de Candolle, Chêne-Bourg Durata: ? - Spettatori: ?            | SNVB              | 3 - 0 | Neuchâtel         | 25-17, 25-22, 25-10               |
| 1º ottobre 2021 Frohheim, Olten Durata: ? - Spettatori: ?                               | Olten             | 3 - 2 | Obwalden          | 14-25, 18-25, 29-27, 25-15, 15-11 |
| 1º ottobre 2021 Sappeten, Bubendorf Durata: ? - Spettatori: ?                           | Bubendorf         | 3 - 0 | Novartis          | 25-12, 25-12, 25-15               |
| 1º ottobre 2021 Kantonsschule, Heerbrugg Durata: ? - Spettatori: ?                      | Rheno             | 1 - 3 | March             | 15-25, 25-23, 23-25, 22-25        |
| 2 ottobre 2021 Klosterweg, Wil Durata: ? - Spettatori: ?                                | Wil               | 2 - 3 | OTA               | 22-25, 26-24, 21-25, 25-20, 8-15  |
| 3 ottobre 2021 Gymnasium St. Antonius, Appenzello Durata: ? - Spettatori: ?             | Appenzeller Bären | 3 - 0 | Rämi Zurigo       | 25-14, 25-19, 25-11               |

#### Secondo turno
| 4 ottobre 2021 Doppelturnhalle Feld, Kloten Durata: ? - Spettatori: ?                 | Swiss             | 2 - 3 | Tornado Adliswil  | 18-25, 25-18, 14-25, 25-20, 15-17 |
| 6 ottobre 2021 Zinzikon, Winterthur Durata: ? - Spettatori: ?                         | Smash Winterthur  | 2 - 3 | Andwil-Arnegg     | 21-25, 25-23, 25-23, 9-25, 11-15  |
| 6 ottobre 2021 Sporthalle Rietacker, Seuzach Durata: ? - Spettatori: ?                | Seuzach           | 3 - 1 | Linth             | 25-10, 25-16, 20-25, 25-15        |
| 6 ottobre 2021 Mehrzweckhalle, Bettwil Durata: ? - Spettatori: ?                      | Los Unidos        | 2 - 3 | Lunkhofen         | 23-25, 25-21, 20-25, 25-23, 12-15 |
| 8 ottobre 2021 Salle Ecole, Prez-vers-Noréaz Durata: ? - Spettatori: ?                | CAP               | 3 - 0 | Interlaken        | 25-11, 25-16, 25-10               |
| 9 ottobre 2021 Salle de la Tatironne, Bussigny Durata: h: - Spettatori:               | Bussigny          | 2 - 3 | Nidau             | 26-24, 22-25, 25-23, 16-25, 12-15 |
| 10 ottobre 2021 Collège des Tuillières, Gland Durata: ? - Spettatori: ?               | La Côte           | 3 - 1 | Porrentruy        | 25-15, 19-25, 25-21, 25-20        |
| 10 ottobre 2021 Gymnase Bois-Noir, La Chaux-de-Fonds Durata: ? - Spettatori: ?        | La Chaux-de-Fonds | 1 - 3 | CERN              | 23-25, 16-25, 25-14, 21-25        |
| 12 ottobre 2021 Kantonsschule, Baden Durata: ? - Spettatori: ?                        | Kanti Baden       | 1 - 3 | Emmen-Nord        | 23-25, 14-25, 25-22, 18-25        |
| 12 ottobre 2021 Dreifachsporthalle Kantonsschule, Zugo Durata: - Spettatori:          | Zug               | 1 - 3 | Wyna              | 22-25, 17-25, 25-7, 24-26         |
| 12 ottobre 2021 Gwatt, Schmitten Durata: ? - Spettatori: ?                            | Schmitten         | 0 - 3 | Muri Berna        | 4-25, 11-25, 20-25                |
| 12 ottobre 2021 Turnhalle Prehl, Murten Durata: h: - Spettatori:                      | Murten            | 1 - 3 | Münchenbuchsee    | 23-25, 25-23, 23-25, 19-25        |
| 14 ottobre 2021 Gymer, Langenthal Durata: h: - Spettatori:                            | Langenthal        | 0 - 3 | Uni Berna         | 14-25, 12-25, 7-25                |
| 14 ottobre 2021 Kriegacker, Muttenz Durata: h: - Spettatori:                          | Muttenz           | 0 - 3 | Gelterkinden      | 16-25, 13-25, 25-27               |
| 15 ottobre 2021 Kantonsschule Wiedikon, Zurigo Durata: h: - Spettatori:               | Wiedikon          | 3 - 1 | Chur              | 23-25, 25-16, 25-18, 25-17        |
| 16 ottobre 2021 Sporthalle Gymnasium, Laufen Durata: ? - Spettatori: ?                | Laufen            | 3 - 0 | Olten             | 25-21, 25-21, 25-21               |
| 16 ottobre 2021 École Aimée-Stitelmann, Plan-les-Ouates Durata: ? - Spettatori: ?     | SNVB              | 3 - 0 | Sierre            | 25-17, 25-11, 25-14               |
| 17 ottobre 2021 Fluntern oben / unten, Zurigo Durata: ? - Spettatori: ?               | Spada Academica   | 2 - 3 | Appenzeller Bären | 19-25, 26-24, 25-19, 19-25, 9-15  |
| 17 ottobre 2021 Breitli, Buochs Durata: ? - Spettatori: ?                             | Buochs            | 3 - 2 | Aarau             | 25-20, 23-25, 15-25, 25-20, 15-6  |
| 17 ottobre 2021 Krämeracker, Uster Durata: ? - Spettatori: ?                          | Uster             | 3 - 0 | Kanti Limmattal   | 25-18, 25-22, 25-22               |
| 17 ottobre 2021 MZH Bubendorf, Bubendorf Durata: ? - Spettatori: ?                    | Bubendorf         | 1 - 3 | Dragons Lugano    | 19-25, 25-22, 22-25, 20-25        |
| 17 ottobre 2021 Sporthalle Brüel, Einsiedeln Durata: ? - Spettatori: ?                | Wetzikon          | 0 - 3 | Einsiedeln        | 19-25, 21-25, 18-25               |
| 17 ottobre 2021 Sporthalle AARfit, Aarberg Durata: - Spettatori:                      | Volero Aarberg    | 3 - 0 | Thun              | 25-13, 26-24, 25-16               |
| 17 ottobre 2021 Sporthalle Baldegg, Baldegg Durata: h: - Spettatori:                  | Hochdorf Audacia  | 0 - 3 | Therwil           | 16-25, 17-25, 18-25               |
| 17 ottobre 2021 Sporthalle Kreisschule Mutschellen, Berikon Durata: ? - Spettatori: ? | Mutschellen       | 2 - 3 | Sursee            | 31-29, 14-25, 14-25, 25-23, 11-15 |

#### Terzo turno
| 24 ottobre 2021 Turnhalle Gersag, Emmenbrücke Durata: ? - Spettatori: ?         | Emmen-Nord        | 0 - 3 | Andwil-Arnegg  | 21-25, 20-25, 20-25               |
| 25 ottobre 2021 Schweikrüti, Gattikon Durata: ? - Spettatori: ?                 | OTA               | 1 - 3 | Gelterkinden   | 23-25, 8-25, 26-24, 16-25         |
| 27 ottobre 2021 Sporthalle Rietacker, Seuzach Durata: ? - Spettatori: ?         | Seuzach           | 0 - 3 | Wyna           | 16-25, 22-25, 16-25               |
| 27 ottobre 2021 Hofern, Adliswil Durata: - Spettatori:                          | Tornado Adliswil  | 0 - 3 | Wiedikon       | 22-25, 24-26, 19-25               |
| 27 ottobre 2021 ISB, Muri bei Bern Durata: ? - Spettatori: ?                    | Nidau             | 3 - 2 | Muri Berna     | 15-25, 25-22, 18-25, 25-20, 15-12 |
| 27 ottobre 2021 Turnhalle, Oberlunkhofen Durata: ? - Spettatori: ?              | Lunkhofen         | 3 - 1 | Buochs         | 25-21, 21-25, 25-12, 25-18        |
| 28 ottobre 2021 Krämeracker, Uster Durata: ? - Spettatori: ?                    | Uster             | 0 - 3 | Malters        | 22-25, 26-28, 20-25               |
| 29 ottobre 2021 Collège des Tuillières, Gland Durata: ? - Spettatori: ?         | La Côte           | 3 - 0 | Volero Aarberg | 25-11, 25-23, 25-22               |
| 30 ottobre 2021 Centre Sportif Sous-Moulin, Thônex Durata: ? - Spettatori: ?    | SNVB              | 3 - 0 | Uni Berna      | 25-22, 25-18, 25-22               |
| 30 ottobre 2021 Sportanlage Apfelbaum, Zurigo Durata: ? - Spettatori: ?         | Oerlikon          | 0 - 3 | Dragons Lugano | 19-25, 25-27, 20-25               |
| 31 ottobre 2021 Sporthalle Gymnasium, Laufen Durata: ? - Spettatori: ?          | Laufen            | 3 - 2 | Einsiedeln     | 25-20, 18-25, 20-25, 27-25, 15-12 |
| 31 ottobre 2021 Gymnasium St. Antonius, Appenzello Durata: ? - Spettatori: ?    | Appenzeller Bären | 0 - 3 | Sursee         | 21-25, 22-25, 11-25               |
| 31 ottobre 2021 Pädagogisches Zentrum, Münchenbuchsee Durata: ? - Spettatori: ? | Münchenbuchsee    | 3 - 2 | Martigny       | 25-22, 21-25, 25-21, 23-25, 15-13 |
| 6 novembre 2021 Salle polyvalente Autigny, Autigny Durata: ? - Spettatori: ?    | CAP               | 3 - 0 | CERN           | 25-20, 30-28, 25-22               |

#### Quarto turno
| 5 novembre 2021 Sporthalle Hofmatt, Gelterkinden Durata: h: - Spettatori: | Gelterkinden   | 0 - 3 | Lunkhofen      | 14-25, 20-25, 5-25                |
| 8 novembre 2021 Bündtmättli, Malters Durata: ? - Spettatori: ?            | Malters        | 1 - 3 | Wyna           | 30-32, 25-22, 31-33, 24-26        |
| 8 novembre 2021 Collège des Tuillières, Gland Durata: ? - Spettatori: ?   | La Côte        | 2 - 3 | Nidau          | 21-25, 25-23, 19-25, 25-22, 13-15 |
| 9 novembre 2021 Sporthalle Kottenmatte, Sursee Durata: ? - Spettatori: ?  | Sursee         | 3 - 0 | Therwil        | 25-21, 25-15, 25-14               |
| 14 novembre 2021 Ecole du Petit-Lancy, Lancy Durata: ? - Spettatori: ?    | SNVB           | 3 - 1 | Münchenbuchsee | 25-17, 23-25, 25-20, 25-22        |
| 14 novembre 2021 Kantonsschule Wiedikon, Zurigo Durata: h: - Spettatori:  | Wiedikon       | 1 - 3 | Laufen         | 19-25, 18-25, 25-23, 25-27        |
| 14 novembre 2021 Palestra Lambertenghi, Lugano Durata: ? - Spettatori: ?  | Dragons Lugano | 1 - 3 | Andwil-Arnegg  | 15-25, 22-25, 25-23, 23-25        |

#### Quinto turno
| 25 novembre 2021 Doppelturnhalle Ebnet, Andwil Durata: ? - Spettatori: ?          | Andwil-Arnegg | 2 - 3 | Nidau          | 25-18, 24-26, 26-24, 24-26, 8-15  |
| 28 novembre 2021 Menzo Halle Oberstufe, Menziken Durata: ? - Spettatori: ?        | Wyna          | 0 - 3 | Lutry-Lavaux   | 22-25, 19-25, 20-25               |
| 28 novembre 2021 Salle polyvalente, Châtonnaye Durata: ? - Spettatori: ?          | CAP           | 0 - 3 | Sursee         | 9-25, 19-25, 16-25                |
| 28 novembre 2021 Centre scolaire des Mûriers, Colombier Durata: ? - Spettatori: ? | Colombier     | 0 - 3 | Servette       | 17-25, 24-26, 20-25               |
| 28 novembre 2021 Altikofen, Ittigen Durata: ? - Spettatori: ?                     | Papiermühle   | 3 - 2 | Züri Unterland | 25-17, 21-25, 25-22, 15-25, 18-16 |
| 28 novembre 2021 Sporthalle Gymnasium, Laufen Durata: ? - Spettatori: ?           | Laufen        | 3 - 1 | Kreuzlingen    | 25-21, 25-23, 22-25, 25-23        |

#### Sesto turno
| 12 dicembre 2021 ?, ? Durata: ? - Spettatori: ?                                    | Lunkhofen     | 0 - 3 | Traktor Basilea | ?                          |
| 12 dicembre 2021 École Aimée-Stitelmann, Plan-les-Ouates Durata: ? - Spettatori: ? | SNVB          | 1 - 3 | Servette        | 20-25, 25-20, 24-26, 13-25 |
| 12 dicembre 2021 Sporthalle Im Birch, Zurigo Durata: ? - Spettatori: ?             | Voléro Zurigo | 1 - 3 | San Gallo       | 17-25, 26-24, 20-25, 21-25 |
| 12 dicembre 2021 Sporthalle Campus Sursee, Oberkirch Durata: ? - Spettatori: ?     | Sursee        | 0 - 3 | Papiermühle     | 17-25, 17-25, 20-25        |

#### Ottavi di finale
| 16 gennaio 2022 Turnhalle Primarschule Serafin, Laufen Durata: ? - Spettatori: ? | Laufen      | 0 - 3 | Chênois         | 17-25, 15-25, 12-25        |
| 16 gennaio 2022 Altikofen, Ittigen Durata: ? - Spettatori: ?                     | Papiermühle | 0 - 3 | Lutry-Lavaux    | 22-25, 21-25, 22-25        |
| 16 gennaio 2022 Alte Kreuzbleiche, San Gallo Durata: ? - Spettatori: ?           | San Gallo   | 1 - 3 | Lucerna         | 17-25, 20-25, 25-22, 20-25 |
| 16 gennaio 2022 Beunden, Nidau Durata: ? - Spettatori: ?                         | Nidau       | 0 - 3 | Amriswil        | 11-25, 13-25, 14-25        |
| 16 gennaio 2022 Salles Ecole des Racettes, Onex Durata: ? - Spettatori: ?        | Servette    | 3 - 0 | Traktor Basilea | 25-16, 31-29, 25-19        |
| 16 gennaio 2022 Betoncoupe Arena Querfeld, Schönenwerd Durata: ? - Spettatori: ? | Schönenwerd | 3 - 0 | Jona            | 25-17, 28-26, 25-21        |

#### Quarti di finale
| 30 gennaio 2022 Salles Ecole des Racettes, Onex Durata: ? - Spettatori: ?    | Servette     | 0 - 3 | Amriswil    | 16-25, 17-25, 17-25        |
| 30 gennaio 2022 Salle de Sport de Corsy, Lutry Durata: ? - Spettatori: ?     | Lutry-Lavaux | 0 - 3 | Losanna UC  | 15-25, 17-25, 13-25        |
| 30 gennaio 2022 Bahnhofhalle, Lucerna Durata: ? - Spettatori: ?              | Lucerna      | 0 - 3 | Näfels      | 23-25, 21-25, 19-25        |
| 30 gennaio 2022 Centre Sportif Sous-Moulin, Thônex Durata: ? - Spettatori: ? | Chênois      | 1 - 3 | Schönenwerd | 25-22, 22-25, 16-25, 19-25 |

#### Semifinali
| 13 febbraio 2022 Betoncoupe Arena Querfeld, Schönenwerd Durata: ? - Spettatori: ? | Schönenwerd | 3 - 2 | Losanna UC | 25-18, 23-25, 25-18, 20-25, 15-9 |
| 13 febbraio 2022 Linthhalle SGU, Näfels Durata: ? - Spettatori: ?                 | Näfels      | 1 - 3 | Amriswil   | 21-25, 22-25, 25-23, 16-25       |

#### Finale
| 26 marzo 2022 Axa-Arena, Winterthur Durata: 1h:58 - Spettatori: 2 000 | Schönenwerd | 2 - 3 | Amriswil | 25-23, 23-25, 25-20, 22-25, 6-15 |